# ГЕС Аоос
ГЕС Аоос (Pighai Aoos) — гідроелектростанція на північному заході Греції в периферії Епір.
У рамках проєкту на річці Аоос створили земляну греблю висотою 78 метрів, на спорудження якої використали 3,2 млн м3 матеріалу. Вона утворила водосховище з площею поверхні до 13 км2 та об'ємом 170 млн м3 (корисний об'єм 144 млн м3). Виробництво електроенергії можливе при коливанні рівня водосховища між позначками 1315 і 1343 метрів над рівнем моря.
Від водосховища веде дериваційний тунель довжиною 3 км та діаметром 3,5 м із балансуючим резервуаром, який з'єднаний з машинним залом водоводом довжиною 1,1 км, що забезпечує напір у 675 метрів. Сам зал, споруджений у підземному виконанні на глибині 440 метрів, оснащено двома турбінами типу Пелтон потужністю по 105 МВт. Втім, можна відзначити, що при такому напорі та потужності турбін річне виробництво електроенергії на ГЕС становить лише 159 млн кВт·год.
Відпрацьована вода відводиться по тунелю до річки Арахтос, поповнюючи її ресурси. Усього довжина тунелів у межах проєкту ГЕС Аоос становить 10 км.